# 国民民主党 (ブータン)
国民民主党（こくみんみんしゅとう、མི་སེརདམངས་གཙོའི་ཚོགས་པ།、People's Democratic Party、略称：PDP）は、ブータンの政党である。党首はツェリン・トブゲ（第2代）。

## 概要
2007年3月結成。2008年3月24日執行の国民議会選挙で47議席中2議席の獲得にとどまり惨敗。
2013年7月13日に執行された国民議会選挙の本選挙では47議席中32議席獲得と躍進し、ブータン調和党から政権を奪取した。国民民主党は、調和党政権の中国への接近が最大の支援国であるインドとの関係を後退させたと主張していた。新首相にはツェリン・トブゲ党首が就任した。
なお政権獲得後の国民民主党政権からは、中国に対する批判的な姿勢が、ほとんど見受けられない。2014年9月時点での中国との関係について、ツェリン・トブゲはNHKの取材に対し、両国関係は友好的であり良好との見解を示している。また、両国間で国境画定作業が進行中であることも明らかにした。
2018年9月15日に執行された国民議会選挙の予備選挙では得票率でブータン協同党（31.8％）、ブータン調和党（30.9％）に続く3位（27.4％）となり10月18日の本選挙に進出できず下野した。2023年11月30日に執行された国民議会選挙の予備選挙では得票率42.53％を獲得して1位となり、19.58％だった新党・ブータン縁起党と共に本選挙に進んだ。2024年1月9日の本選挙では47議席中30議席を獲得し、政権奪還を果たした。